# Caro Niederer
Caro Niederer (* 29. April 1963 in Zürich) ist eine schweizerische Konzeptkünstlerin, die in Zürich lebt und arbeitet. 

## Leben und Werk
Caro Niederers künstlerische Laufbahn begann in Zürich während den 1980er-Jahren. 1990 verbrachte sie im Rahmen eines Stipendiums mehrere Monate in Kairo. Dort arbeitete sie unter anderem auch mit Textilien und setzte sich mit genderbezogenen Stereotypen auseinander. Nach ihrem Ägyptenaufenthalt reiste sie mit ihrem damaligen Partner, dem Künstler David Weiss, um die Welt. Auf ihren Reisen begann Niederer Postkarten zu sammeln, welche anschliessend als Vorlage für kleinformatige Gemälde dienten. Diese wiederum liess sie später in einer chinesischen Manufaktur in Seidenteppiche übertragen. Auch die späteren großen Gemälde basieren auf privaten Fotografien.
Ihr Schaffen umkreist Themen wie die mediale und kulturelle Übertragbarkeit von Bildern und die Beziehung zwischen Kunst und Leben. Niederer arbeitet mit verschiedenen Medien, die sie installativ in Szene setzt: Techniken wie Malerei, Fotografie, Video, in China handgeknüpfte Seidenteppiche, Möbelobjekte, Porzellan- und Glasobjekte, Schmuck sowie Wandtapeten und Editionen. 
Zu ihren Ausdrucksformen gehört das Entwerfen von Objekten für den häuslichen Gebrauch – wie etwa Geschirr oder Möbelstücke und Videoarbeiten, wie in Conversations about Work (2004), wo eine weiblich besetzte Kaffeehausrunde der Frage nachgeht, wie Frauen arbeiten und leben.

## Ausstellungen

### Einzelausstellungen
- 2019 Good Luck, complete Works. Genf
- 2018 Print Works, Kunstgriff, Zürich
  - Good Life Ceramics. Kunstmuseum St. Gallen
- 2017 Good Life Ceramics. Kunstmuseum St. Gallen[3]
- 2016 Summer Crossing. Nicolas Krupp, Basel
- 2012 Paintings. Hauser & Wirth, New York
- 2008 Waiting for Returns. Hauser & Wirth, Zürich
- 2007 Alba's Birthday. Hauser & Wirth, London
- 2006 Souvenir and Conversations. CAC – Centro de Arte Contemporaneo de Málaga
  - Leben mit Kunst / Living with Art. Haus Lange, Krefeld (Wanderausstellung)
- 2005 The Douglas Hyde Gallery, Dublin
  - Leben mit Kunst / Living with Art. Ikon Gallery, Birmingham (Wanderausstellung)
  - Conversations about Works. Hauser & Wirth, Zürich
- 2004 Leben mit Kunst / Living with Art. Kunstmuseum St. Gallen (Wanderausstellung)
- 2003 Memoria e Valore. Le Case d’Arte, Mailand
- 2001 Interieurs – Leben mit Kunst. Galerie Brigitte Weiss, Zürich
- 1997 Wie entsteht das Wertvolle. Galerie Agathe Nisple, St. Gallen
- 1995 Sammlung und Sortiment. Galerie Francesca Pia, Bern
  - Öffentliche und Private Bilder. Kunstverein Friedrichshafen
- 1994 Abbilder, Ausstellungsraum Künstlerhaus Stuttgart
- 1993 Kunsthalle St. Gallen, St. Gallen
- 1992 Säntis. kuratiert von Hans-Ulrich Obrist, Säntis Bergstation, Schwägalp
  - Abbilder. Galerie Brigitte Weiss, Zürich
- 1990 Souvenirs. Kunsthaus Oerlikon, Zürich
  - Cairo Atelier. Kairo

### Gruppenausstellungen (Auswahl)
- 2020 Sommer des Zögerns. Kunsthalle Zürich
- 2018 Portable Art. A project by Celia Forner, Katalog, Hauser & Wirth, Los Angeles
- 2017 Portable Art. A project by Celia Forner, Katalog, Hauser & Wirth, New York
- 2016 A Being in the World. kuratiert von Jayson Musson und Fabienne Stephan, Salon 94 Bowery, New York
- 2015 Salon d'Hiver, Hauser & Wirth Zürich
  - Don't Shoot the Painter – UBS Art Collection. Katalog, Villa Reale’s Galleria d’Arte Moderna, Mailand
- 2014 Gastspiel. Schweizer Gegenwartskunst im Museum Rietberg. Katalog, Zürich
- 2012 The Prestige of Painting from Europe: The Future Lasts Forever. Katalog, Interalia Art Compagny, Seoul, Korea
  - Das eigene Kind im Blick. Katalog, Kunsthalle Emden
- 2025, 2012, 2009, 2003, 2002 Heimspiel. Kunstmuseum St. Gallen
  - Tracing Reality I. Kunstraum Riehen, Riehen
  - Gefrorene Momente / Frozen Moments. Katalog, Kunstmuseum Chur
  - Locating Home. Harewood House, Harewood
- 2006 Galerie Patrick Seguin invites Hauser&Wirth. Galerie Patrick Seguin, Paris
  - Hyperdesign. Katalog, Shanghai Biennale, Shanghai
- 2005 Painting the Edge. Katalog, Gallery Hyundai, Seoul
- 2004 Kunst für die Kunst. Kunsthalle St. Gallen
  - Appenzeller Frauenaufzug. Katalog, Zeughaus Teufen, Teufen AR
  - Interior / Exterior (mit Andy Goldsworthy), Katalog, Cultureel Centrum De Romaanse Poort, Leuven, Belgien
- 2001 WertWechsel. Katalog, Museum für Angewandte Kunst Köln
  - Kontext. Kunsthalle Kornwestheim
- 1999 Bunte Hintergründe und klassische Porträts (mit Bruno Müller-Meyer), Galerie Brigitte Weiss, Zürich
- 1998 Wish you were here (mit Andreas Rüthi und Bruno Müller-Meyer), Katalog, Milch, London
  - Salon. Kunstverein St. Gallen
- 1997 Alpenblick, die zeitgenössische Kunst und das Alpine. Katalog, Kunsthalle Wien
  - Objets du désir. Katalog, Museum Bellerive, Zürich
  - Geschlossene Gesellschaft. Graphische Sammlung der ETH Zürich
- 1996 Doppelbindung / Linke Masche. Kunstverein München
  - !Hello world? Museum für Gestaltung Zürich
- 1995 SüdwestLB Druckgraphik Kunstpreis 1995. Katalog, SüdwestLB Forum, Stuttgart
- 1994 Merry-go-round, Shedhalle, Zürich
  - Informationsdienst c/o. Palais des Beaux Arts Brüssel (Wanderausstellung)
- 1991 Self-Portrait. Galerie Ziegler Mandat, Zürich
- 1988 Junge Schweizer KünstlerInnen. Stiftung Merian, Muba 88, Basel

### Konzepte und Projekte
- 2017, 20218, 2019 The Inventory of Happiness. Angela Weber Möbel, Zürich
- 2016 Glassware. MMperformance (UA) von Christoph Gallio und Caro Niederer,
  - Aktionshalle Stanzerei, Baden
- 1997 World of Interiors. Janet Paris, Andreas Rüthi, Bridget Smith, Binz 39, Zürich
- 1993 Forum Information. mit Marc Jancou, Galerie Marc Jancou, Zürich
- 1992 Oriental Spirit in Contemporary Zürich Flats. mit Stephanie Thalmann, Video, 90’

## Preise und Stipendien
- 2004: Manor Kunstpreis
- 2000: AR-Kulturstiftung, Werkstipendium
- 1997: IBK Förderpreis 1997
- 1996: AR-Kulturstiftung, Werkstipendium
- 1995: Werkstipendium der Stadt Zürich
- 1992: AR-Kulturstiftung, Werkstipendium
- 1990: Pro Helvetia Stipendium und Atelier in Schabramant, Cairo, Egypt

## Monografien und Künstlerbücher
- Caro Niederer, Selected Serials since 1993. Studio Caro Niederer, Zürich 2019.
- Caro Niederer, Art Books 1992 to the Present. Studio Caro Niederer, Zürich 2018.
- Caro Niederer, Red Views 1990 to the Present. Studio Caro Niederer, Zürich 2018.
- Caro Niederer, Album. Hacienda Books, Zürich 2017.
- Unterdörfer, Michaela (Hrsg.): Caro Niederer, Waiting for Returns‘. Hauser & Wirth. Steidl, Göttingen 2008 (Ausstellungskatalog)
- CAC Malaga. Caro Niederer. Souvenir y Conversaciones. Malaga, 2006 (Ausstellungskatalog)
- Douglas Hyde Gallery. Caro Niederer. Dublin, 2005 (Ausstellungskatalog)
- Caro Niederer,‘Conversations about Work/Gespräche über die Arbeit‘. Scalo/Hauser&Wirth, 2004.
- Roland Wäspe (Hrsg.): Caro Niederer. Leben mit Kunst. Hatje Cantz, Ostfildern 2004. (Ausstellungskatalog)
- Niederer, Caro, Öffentliche und Private Bilder. Oktagon Verlag, Stuttgart 1995.
- Niederer, Caro, ‚Abbilder, 30 Postkarten‘. 1992